# (2221) Chilton
(2221) Chilton es un asteroide que forma parte del cinturón de asteroides y fue descubierto por el equipo del Observatorio del Harvard College desde la Estación George R. Agassiz, Estados Unidos, el 25 de agosto de 1976.

## Designación y nombre
Chilton recibió inicialmente la designación de 1976 QC.
Más tarde se nombró en honor de Jean Chilton McCrosky, esposa del astrónomo esatdounidense Richard E. McCrosky.

## Características orbitales
Chilton está situado a una distancia media del Sol de 2,591 ua, pudiendo alejarse hasta 2,949 ua y acercarse hasta 2,233 ua. Su inclinación orbital es 13,79° y la excentricidad 0,1381. Emplea 1523 días en completar una órbita alrededor del Sol.